# 358
| 358                |
| ------------------ |
| Dødsfald - Fødsler |
|                    |

| Gregoriansk kalender | 358 CCCLVIII            |
| Ab urbe condita      | 1111                    |
| Armensk kalender     | I/T                     |
| Kinesiske kalender   | 3054 – 3055 丁巳 – 戊午 |
| Etiopisk kalender    | 350 – 351               |
| Jødisk kalender      | 4118 – 4119             |
| Hindukalendere       |                         |
| - Vikram Samvat      | 413 – 414               |
| - Shaka Samvat       | 280 – 281               |
| - Kali Yuga          | 3459 – 3460             |
| Iransk kalender      | 264 BP – 263 BP         |
| Islamisk kalender    | 272 BH – 271 BH         |

Se også 358 (tal)